# Konrad Zuse

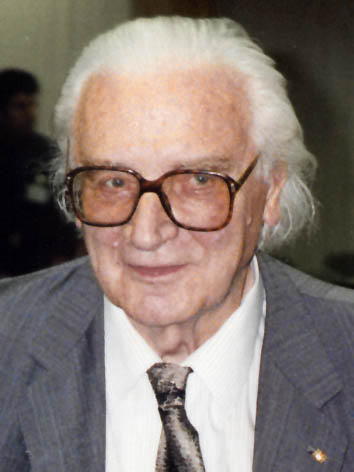
Konrad Zuse (1992)

Konrad Ernst Otto Zuse (* 22. Juni 1910 in Deutsch-Wilmersdorf, heute zu Berlin; † 18. Dezember 1995 in Hünfeld) war ein deutscher Bauingenieur, Erfinder und Unternehmer (Zuse KG). Mit seiner Entwicklung der Rechenmaschine Z3 im Jahre 1941 baute Zuse den ersten funktionstüchtigen, vollautomatischen, programmgesteuerten und frei programmierbaren, in binärer Gleitkommarechnung arbeitenden Rechner und somit den ersten funktionsfähigen Computer der Welt.

## Leben

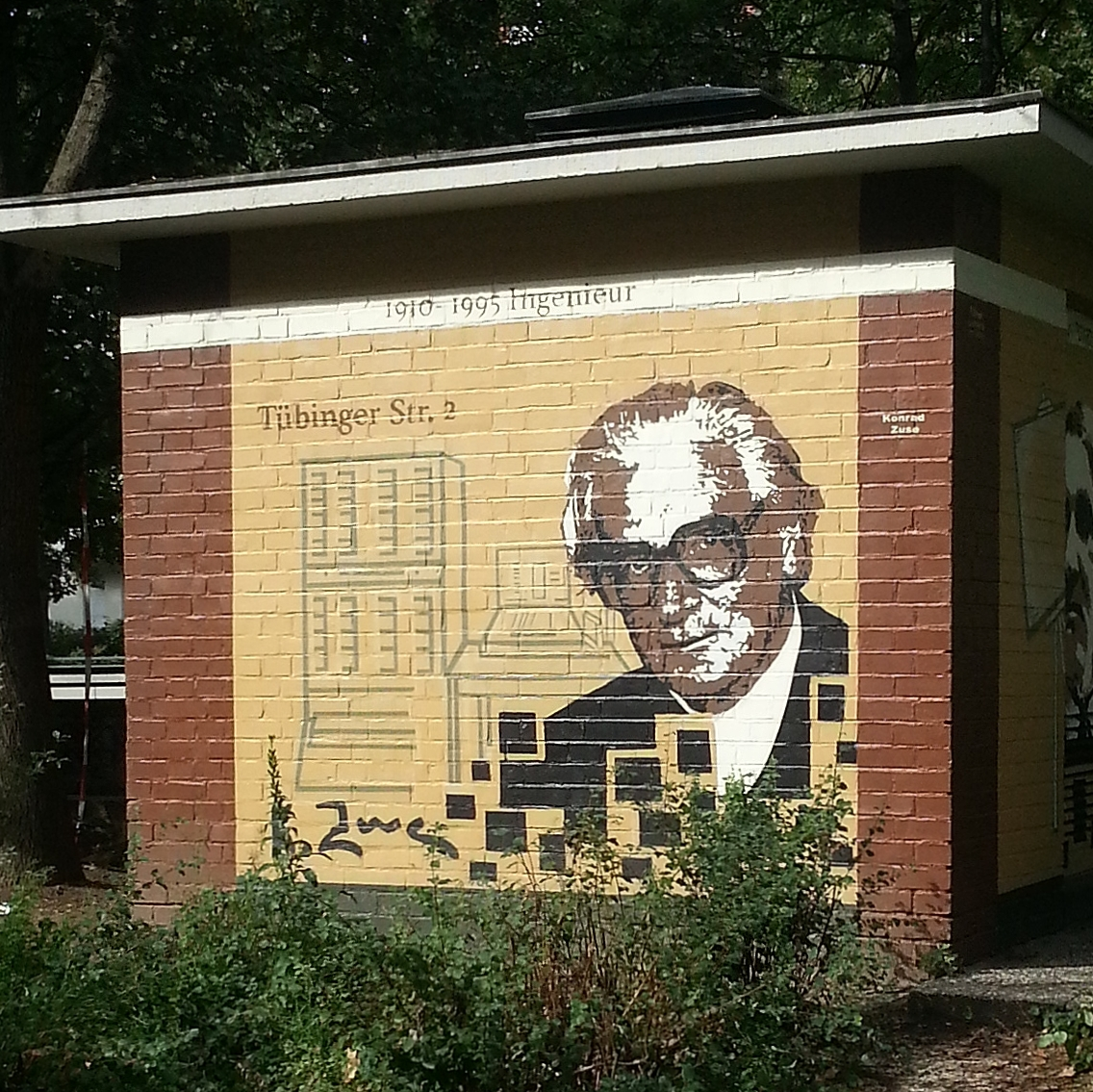
Abbildung Konrad Zuses in der Berliner Bundesallee mit Erwähnung seines Geburtsortes in der Tübinger Straße 2.

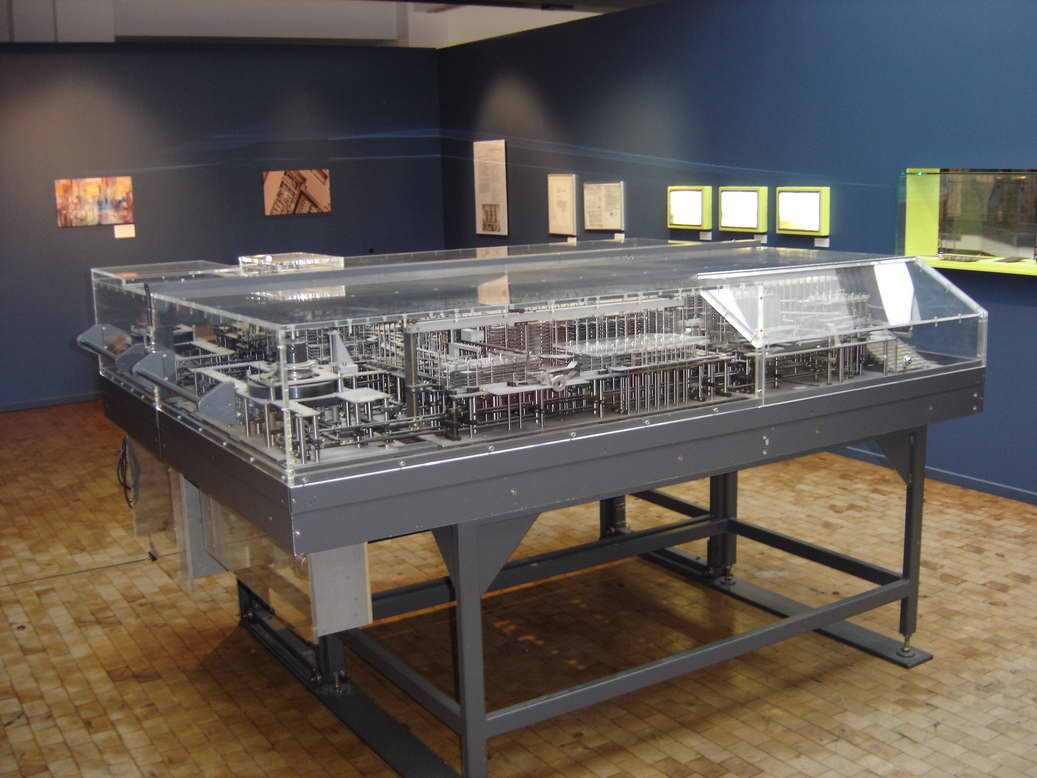
Nachbau der Z1 im Deutschen Technikmuseum Berlin. Das Original war im Wohnzimmer seiner Eltern aufgebaut und wurde samt den Plänen im Bombenkrieg zerstört. In den Jahren 1987 bis 1989 baute der damals fast 80-jährige Zuse seine Z1 aus der Erinnerung nach.

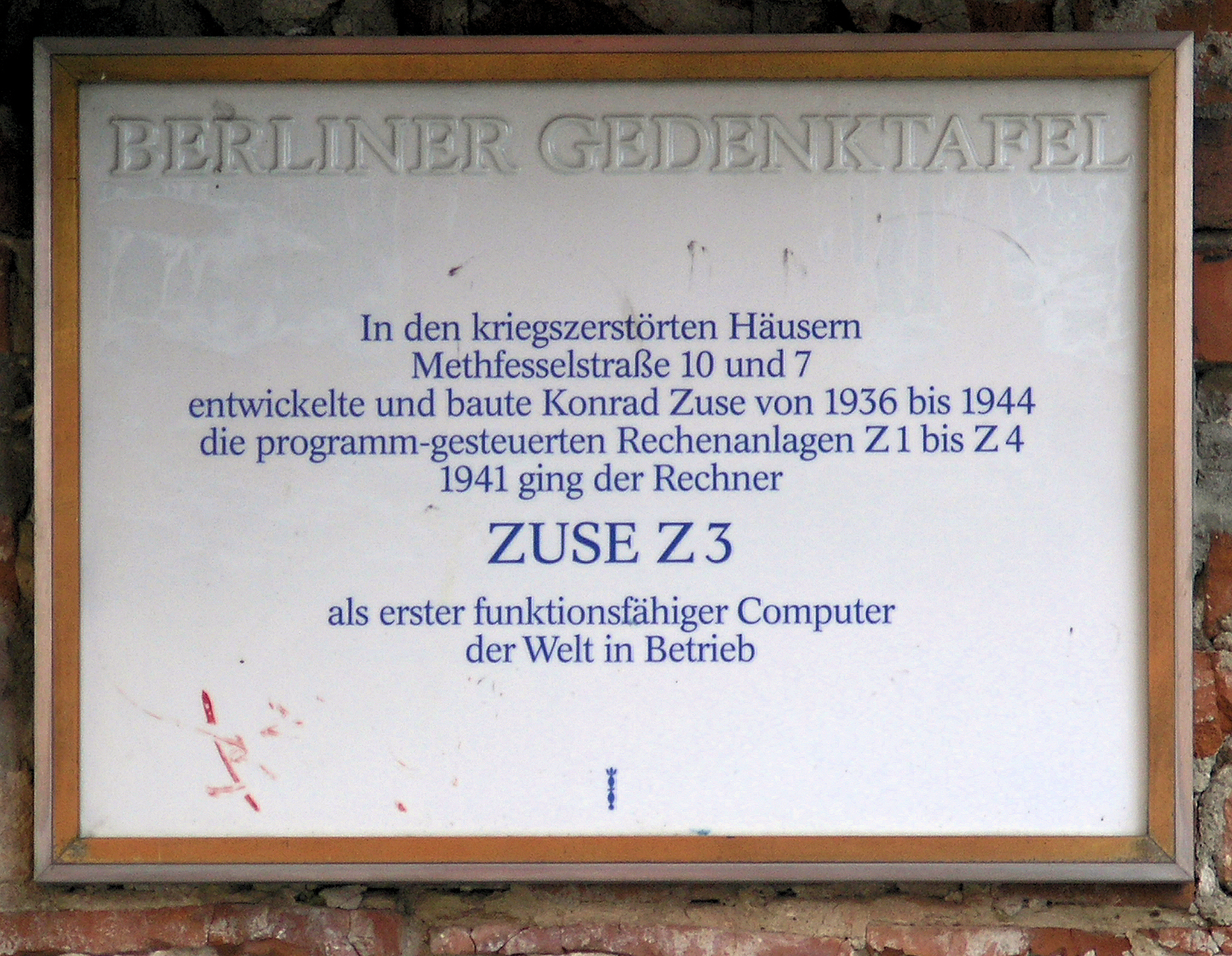
Berliner Gedenktafel am Haus Methfesselstraße 7 in Berlin-Kreuzberg

Konrad Zuse wurde als Sohn von Maria und Emil Zuse geboren. Er hatte eine ältere Schwester, über die er meinte: „Sie hatte das Pech, in der damaligen Zeit als intelligenter Mensch und Frau geboren zu sein.“ Als er zwei Jahre alt war, zog die Familie in das ostpreußische Braunsberg, wo der Vater als Postbeamter im mittleren Dienst arbeitete. Dort besuchte er das humanistische Gymnasium Hosianum. Als er 1923 in der 9. Klasse war, zog die Familie Zuse nach Hoyerswerda, wo er das Reform-Realgymnasium, das heutige Lessing-Gymnasium, besuchte. Bereits im Alter von 14 Jahren tüftelte er an Erfindungen; „Zuses Mandarinenautomat“ gab auf Münzeinwurf Obst und Wechselgeld heraus. Mit dem Metallbaukasten der Firma Stabil baute er mit 18 Jahren einen Kohlenverladekran zusammen, wofür er die Ehrenurkunde der Firma erhielt. 1928 legte er sein Abitur ab.
Zuse bezeichnete sich selbst als „Bummelstudenten“. Als 17-Jähriger studierte er an der Technischen Hochschule Berlin-Charlottenburg (heute Technische Universität Berlin) zunächst Maschinenbau, wechselte dann zur Architektur und schließlich zum Bauingenieurswesen. Zwischendurch arbeitete er fast ein Jahr lang als Reklamezeichner. Während seines Studiums wurde er Mitglied in der Berliner Studentenverbindung AV Motiv. Schon früh entdeckte er seine Vorliebe für Technik und Kunst.
1935 schloss Zuse sein Ingenieurstudium mit einem Diplom ab. Danach arbeitete er zunächst als Statiker bei der Henschel Flugzeug-Werke AG in Schönefeld bei Berlin, gab diese Stelle jedoch bald auf und richtete eine Erfinderwerkstatt in der Wohnung seiner Eltern ein. Hier entstand die Z1, eine programmierbare Rechenmaschine, die allerdings noch nicht voll funktionsfähig war, weil sie mechanisch funktionierte. Das Prinzip der Z1 übernahm Zuse dann für die Z3, die er mit Relais aufbaute. Dies war der erste voll funktionsfähige Computer der Welt (siehe Abschnitt „Leistungen“). Zuse verfügte über die Gabe, Menschen mit seiner Begeisterung so anzustecken, dass sie ihm immer wieder Geld gaben – sein Vater ließ sich sogar aus dem Ruhestand reaktivieren, um die Entwicklung mitzufinanzieren – oder Arbeitszeit spendeten.
Während des Zweiten Weltkrieges wurde Konrad Zuse zweimal einberufen, nahm aber nie an Kriegshandlungen teil. Mit Hilfe von Herbert Wagner – Leiter der Sonderabteilung F bei der Henschel Flugzeug-Werke AG, in der ferngesteuerte Gleitbomben entwickelt wurden – konnte er erreichen, dass er „unabkömmlich“ gestellt und bei den Henschel-Werken beschäftigt wurde. Dort arbeitete er an der Gleitbombe Hs 293 mit und entwickelte Spezialrechner zur Flügelvermessung. Für wie wichtig Zuses Arbeit gehalten wurde, zeigt auch die Tatsache, dass er mitten im Krieg 1941 die „Zuse Ingenieurbüro und Apparatebau, Berlin“ gründen konnte, die zuletzt 20 Mitarbeiter beschäftigte. Es war das einzige Unternehmen, das in Deutschland Rechner entwickeln durfte.
Auch wenn Zuse nie Mitglied der NSDAP wurde, hat er während des Kriegs keine erkennbaren Vorbehalte gegen die Arbeit in der Rüstungsindustrie gezeigt. Dokumente aus dem Nachlass Zuses belegen, wie „Rüstungsbetriebe und NS-Institutionen Zuses Computer mit über 250.000 Reichsmark“ finanzierten. Seine Erfahrungen mit dem Militär resümierte Zuse im Rückblick folgendermaßen: „Nur zu oft ist der Erfinder der faustische Idealist, der die Welt verbessern möchte, aber an den harten Realitäten scheitert. Will er seine Ideen durchsetzen, muß er sich mit Mächten einlassen, deren Realitätssinn schärfer und ausgeprägter ist. In der heutigen Zeit sind solche Mächte, ohne daß ich damit ein Werturteil aussprechen möchte, vornehmlich Militärs und Manager. […] Nach meiner Erfahrung sind die Chancen des Einzelnen, sich gegen solches Paktieren zu wehren, gering.“
Am 6. Januar 1945 heiratete er in Berlin Gisela Brandes (1919–2013), mit der er später fünf Kinder hatte: Horst, Monika, Ernst, Hannelore und Peter. Der älteste Sohn Horst wurde Hochschullehrer für Informatik. Der Familie gelang die Flucht aus Berlin über Göttingen in das Allgäu, wobei Konrad Zuse den zuletzt entstandenen Rechner Z4 retten konnte. Er bildete die Grundlage, um nach dem Krieg das erste deutsche Computerunternehmen, die „Zuse KG“, aufzubauen. Wenn irgendwo im Land eine seiner Rechenmaschinen kaputt war, wurde für das Wochenende die Familie in den VW Käfer geladen, zum „Reparatur-Ausflug“. Nach stürmischem Wachstum musste Konrad Zuse 1964 seine Kapitalanteile wegen Überschuldung abgeben. Danach war er als Berater tätig und schrieb sein Buch zum „Rechnenden Raum“.
Im Jahr 1983 durfte Zuse nach einer privaten Einladung eine öffentliche Vorlesung an der Technischen Hochschule Ilmenau in der DDR (heute Thüringen) halten. Das Rechenzentrum der TH durfte er nicht besuchen.
Im Ruhestand widmete Zuse sich seinem Hobby, dem Malen im expressionistischen Stil.

## Leistungen
In seinem Leben baute Zuse 251 Rechenmaschinen.

### Z1 – ein „mechanisches Gehirn“
Da die statischen Berechnungen im Bauingenieurwesen sehr monoton und mühselig waren, kam Zuse die Idee, diese zu automatisieren. Er kündigte 1935 seine Statiker-Tätigkeit und widmete sich ausschließlich der Umsetzung seiner Pläne, die er in einem Tagebucheintrag vom Juni 1937 beschreibt: „Seit etwa einem Jahr beschäftige ich mich mit dem Gedanken des mechanischen Gehirns.“ Das Resultat war der 1938 fertiggestellte, elektrisch angetriebene mechanische Rechner Z1. Er arbeitete als erster Rechner mit binären Zahlen und besaß bereits ein Ein-/Ausgabewerk, ein Rechenwerk, ein Speicherwerk und ein Programmwerk, das die Programme von gelochten Kinofilmstreifen ablas. Die Z1 arbeitete aufgrund von Problemen mit der mechanischen Präzision nie zuverlässig; die mechanischen Schaltwerke klemmten regelmäßig. Von Charles Babbage – den auch Zuse als „den eigentlichen Vater des Computers“ anerkennt – erfuhr er erst lange nach dem Ende des Zweiten Weltkriegs.
Für die Z1 entwickelte Zuse die Methode der computergerechten Gleitkommazahlen auf der Grundlage von Mantisse und Exponent. Mit diesem Verfahren berechnet heute jeder gängige Computer, vom Taschenrechner bis zum Cluster, Gleitkommazahlen. Auch die weithin verwendete IEEE-754-Normierung, d. h. die Festlegung auf ein bestimmtes Gleitkommazahlenformat, ist eine Folge von Zuses Grundlagenarbeit.
Noch während er an der Z1 arbeitete, übertrug er die mechanische Schaltung in die elektromechanische Relaistechnik. Zuse erprobte sie zunächst nur mit Festkommazahlen an einem Prototyp Z2, den er 1939 fertigstellte. 1940 führte er das Gerät dem technischen Direktor der Deutschen Versuchsanstalt für Luftfahrt Günther Bock vor, der sich daraufhin bereit erklärte, die Entwicklung der Z3 mitzufinanzieren.

### Z3 – der erste funktionsfähige Computer der Welt

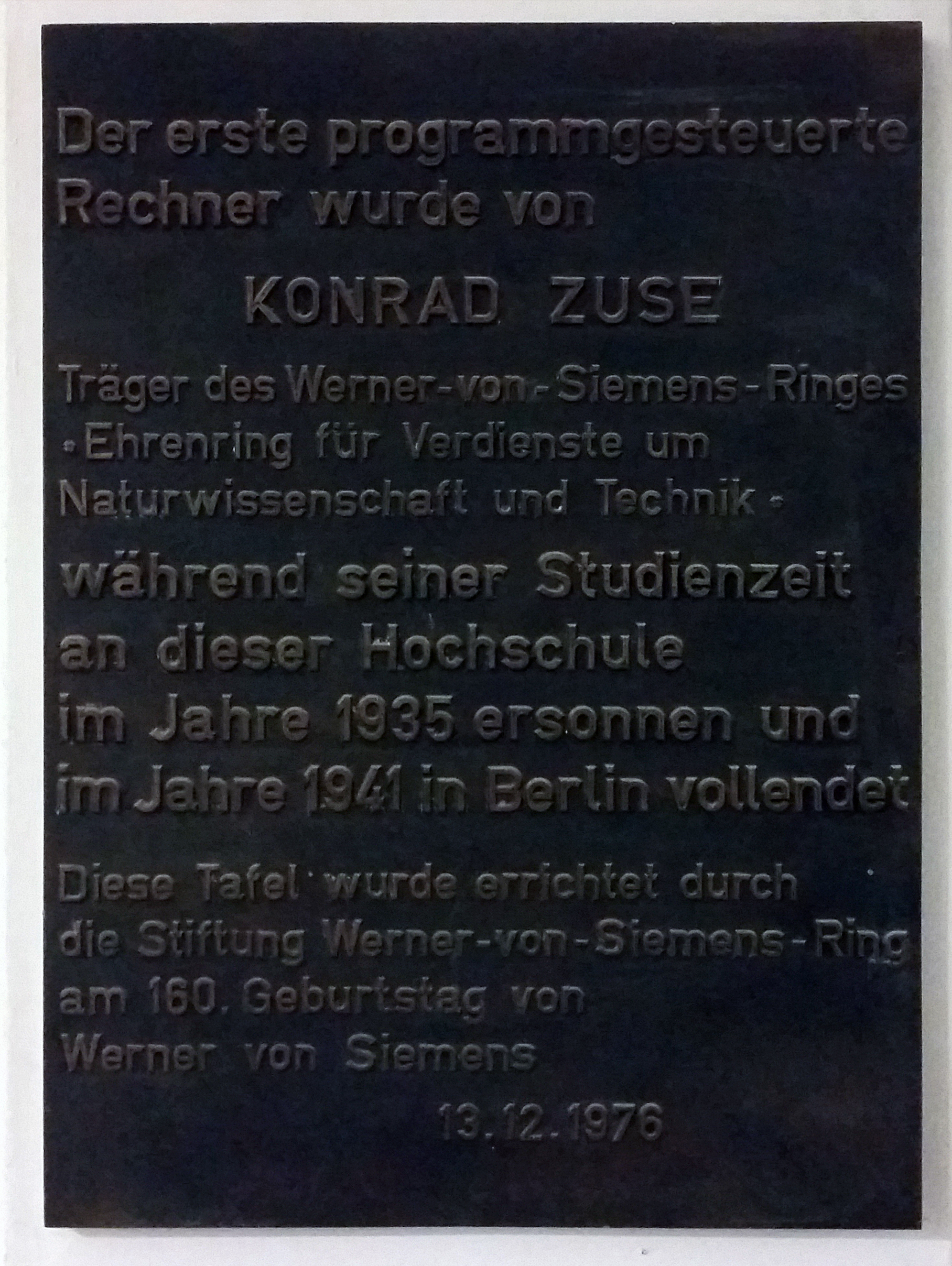
Gedenktafel im TU-Hauptgebäude, in Berlin-Charlottenburg

1941 baute Zuse in den Räumen des Ingenieurbüros, das er inzwischen gegründet hatte, die Z3. Am 12. Mai 1941 stellte Zuse diese von ihm in Zusammenarbeit mit Helmut Schreyer gebaute Rechenmaschine Z3 vor. Es war ein vollautomatischer, in binärer Gleitkommarechnung arbeitender Rechner mit Speicher und einer Zentralrecheneinheit aus Telefonrelais. Berechnungen konnten programmiert werden, jedoch waren keine bedingten Sprünge und Programmschleifen möglich. Die Z3 gilt heute als erster funktionstüchtiger Computer der Welt.
Eine Notiz Zuses aus dem Jahr 1942 zu möglichen Anwendungsfeldern des Rechners nennt unter dem Stichwort „Verwandtschaftslehre“ die Möglichkeit, „Verwandtschaftsbeziehungen von zwei beliebigen Menschen A, B zu berechnen“. Praktische Bedeutung sah er in der „systematische[n] Rassenforschung, Ahnenforschung [und als] Unterlage für [die] Vererbungslehre“. Hierfür sei die „Registrierung von bestimmten charakteristischen, eindeutig bestimmbaren Eigenschaften, z. B. Erbkrankheiten (Bluter)“, für „Verwandtschaftsverhältnisse ist eine eindeutige Kurzschrift [?] erforderlich.“
Das Gerät wurde praktisch zur Berechnung einer komplexen Matrix eingesetzt, die zur Untersuchung des Flügelflatterns, das zum Absturz zahlreicher Flugzeuge geführt hatte, benötigt wurde. Allerdings wurde die Z3 nie als „dringlich“ eingestuft und auch nie in den Routinebetrieb übernommen. Nachdem das Original am 21. Dezember 1943 bei einem Bombenangriff zerstört wurde, befindet sich ein funktionsfähiger Nachbau im Deutschen Museum in München. Dieser Nachbau wurde 1962 von der Zuse KG zu Ausstellungszwecken angefertigt.
Der Rechner war nicht dafür konstruiert, Turing-vollständig zu sein und wurde auch nie in diesem Sinne benutzt, was auch nicht sinnvoll möglich gewesen wäre. Allerdings wies Raúl Rojas im Jahr 1998 nach, dass er durch das Ausnutzen gewisser Tricks, wie das Aneinanderkleben des Lochstreifens zu einer Schleife, diese Eigenschaft besitzt. Es ist damit der erste tatsächlich gebaute Rechner, der diese Eigenschaft besaß. Charles Babbages „Analytical Engine“ wäre ebenfalls Turing-vollständig gewesen, wurde aber nicht fertiggestellt.

### S1, S2 – Analog-Digital-Wandler und Prozesssteuerung
Für die Henschel Flugzeug-Werke entwickelte Konrad Zuse die fest programmierten Spezialrechner S1 (1942) und S2 (1943) zur Flügelvermessung der Henschel-Gleitbombe Hs 293. Dabei kam ihm die Idee, das Ablesen der Messuhren zu mechanisieren. Die dafür gebauten Messgeräte waren die ersten Analog-Digital-Wandler. 1944 verwirklichte Zuse in einem ausgelagerten Werk der Henschel Flugzeug-Werke in Warnsdorf im Sudetenland die erste Prozesssteuerung per Computer.

### Z4 – Grundlage einer deutschen Computerindustrie
Auch die Weiterentwicklung der Z3 wurde von der Deutschen Versuchsanstalt für Luftfahrt gefördert. Es handelte sich auch bei dieser Entwicklung um einen aus Relais aufgebauten elektromechanischen Rechner. Bis dahin waren sämtliche Rechner aus der Zuse-Produktion mit dem Anfangsbuchstaben Z wie „Zuse“ benannt worden. Ein Mitarbeiter kam auf die Idee, die Z4 fortan als V4 zu bezeichnen, um damit zu suggerieren, es handele sich wie die V1 und V2 um Vergeltungswaffen. Unter dieser Tarnung war es möglich, den Rechner gegen Kriegsende, im März 1945, von Berlin nach Göttingen zu transportieren. Dort wurde er in der Aerodynamischen Versuchsanstalt des KWI für Strömungsforschung fertiggestellt. Während diesen Arbeiten bekam Zuse auch das Konzentrationslager Mittelbau-Dora und die Arbeitsbedingungen der Zwangsarbeiter zu sehen. Kurz vor Kriegsende gelang ihm und seinem Team, sich der Gruppe Wernher von Brauns anzuschließen, die nach Bayern flüchtete. Dabei wurde auch die Z4 mitgenommen, die für den Transport auseinandergenommen werden musste.
Nach mehreren Zwischenstationen Richtung Bayern setzte sich Zuse mit seinen Wissenschaftlern in Hinterstein im Allgäu nieder. Nach Kriegsende baute Zuse die Z4, die zuvor in einem Mehllager einer Bäckerei in Hopferau bei Füssen gelagert wurde, wieder auf. In den nächsten Monaten verdiente sich Zuse zunächst Geld mit dem Malen von Gämsen in Öl, welche er an US-amerikanische Touristen verkaufte. Auch unterstützte er ortsansässige Bauern bei der Abrechnung ihrer Milcherträge, was als erste digitale Dienstleistung in Deutschland bezeichnet wird.
Dass Zuse immer noch im Besitz der Z4 war, war in der weltweiten Forschung bekannt. So interessierte sich die IBM für einen Erwerb der Schutzrechte, um ihre eigenen Produkte weiterzuentwickeln. 1949 reiste Professor Eduard Stiefel von der ETH Zürich in das Allgäu, um Zuse zu treffen und sich die Eignung der Z4 für Forschungen an der Universität demonstrieren zu lassen. Stiefel zeigte sich begeistert und einigte sich mit Zuse über einen Mietvertrag zur Nutzung der Z4. Mit diesen finanziellen Mitteln war Zuse noch im selben Jahr im Stande, die Zuse KG zu gründen. Als 1950 die Z4 nach Zürich gebracht und an der ETH eingesetzt wurde, war sie zu diesem Zeitpunkt der einzige funktionierende Computer in Mitteleuropa und der erste kommerzielle Computer weltweit. Sie wurde einige Monate früher als die amerikanische UNIVAC installiert. In Schweden gab es mit der Bark 1950 eine ähnliche stecktafelgesteuerte Maschine.
Die Z4 war von 1950 bis 1955 an der ETH Zürich in Betrieb. Aus Anlass des 100. Geburtstages von Konrad Zuse veröffentlichte die ETH Zürich eine Festschrift, die die Nutzung des Relaisrechners Z4 in Zürich ausführlich beschreibt, u. a. mit einem eingehenden Zeitzeugenbericht von Prof. Urs Hochstrasser, einer Liste des damaligen Institutspersonals und der noch lebenden Zeitzeugen sowie einer Übersicht über die 55 Aufträge und mathematischen Untersuchungen, die in den fünf Jahren mit der Z4 an der ETH Zürich durchgeführt wurden. Beschrieben wird auch der Rechenlocher M9 (= Z9), dessen Rechenwerk die Zuse KG im Auftrag für die Schweizer Remington Rand entwickelte und in Serie von ca. 30 Geräten baute. Die M9 wurde in der ETH für Verwaltung, Industrie und Forschung verwendet. Die Erfahrungen mit der Z4 erleichterten Stiefel auch den Eigenbau des Röhrenrechners ERMETH (elektronische Rechenmaschine der ETH).
1955 verkaufte Zuse den Rechner an das französische Rüstungsforschungsinstitut ISL, wo er bis 1959 überwiegend in der Forschung für ballistische Zwecke eingesetzt wurde. 1960 erwarb die Zuse KG den Rechner zurück.

### „Plankalkül“ – eine höhere Programmiersprache
1937 entdeckte Zuse während der Arbeiten an seinem ersten Computer den Aussagenkalkül neu. Während der Arbeit an der Z4 erkannte er, dass die Programmierung in Maschinensprache zu aufwändig war und deswegen eine höhere Programmiersprache nötig wäre. Zunächst dachte er, dass Esperanto dies leisten könnte. In den Jahren 1942/46, als Zuse durch die Kriegsereignisse nicht praktisch arbeiten konnte, entwarf er den „Plankalkül“, konnte ihn aber nicht veröffentlichen. An der Ludwig-Maximilians-Universität München konnte Zuse im Wintersemester 1948/49 in den Logik-Kolloquien von Wilhelm Britzelmayr über seine angewandte Logik vortragen. Die Idee zu höheren Programmiersprachen wurde erst zehn Jahre später wieder aufgegriffen, als Sprachen wie Fortran, Algol und Cobol entworfen wurden. Der „Plankalkül“ wäre universeller als diese Sprachen gewesen, ist aber erst im Jahr 1975 im Rahmen einer Dissertation von Joachim Hohmann implementiert worden.

### Scheitern des Patentanspruchs
Zuse hatte schon vor dem Krieg mehrere Patente angemeldet. Am wichtigsten war jedoch eine Patentanmeldung von 1941, in der er die Z3 beschrieb. Die deutschen Prüfer hatten gegen Zuses Ansprüche keine Einwände, und das Patent wurde 1952 bekanntgemacht. Dagegen erhoben Triumph, später auch IBM Einspruch. Der Prozess zog sich durch sämtliche Instanzen, bis das Bundespatentgericht 1967 zur endgültigen Entscheidung kam, dass dem Erfinder des Computers „mangels Erfindungshöhe“ kein Patent erteilt werden könne. Auf die Idee, die Prozesssteuerung zu patentieren, kam Zuse nicht. Zuse tätigte insgesamt 58 Patentanmeldungen, aber nur acht Patente wurden erteilt.

### Zuse KG

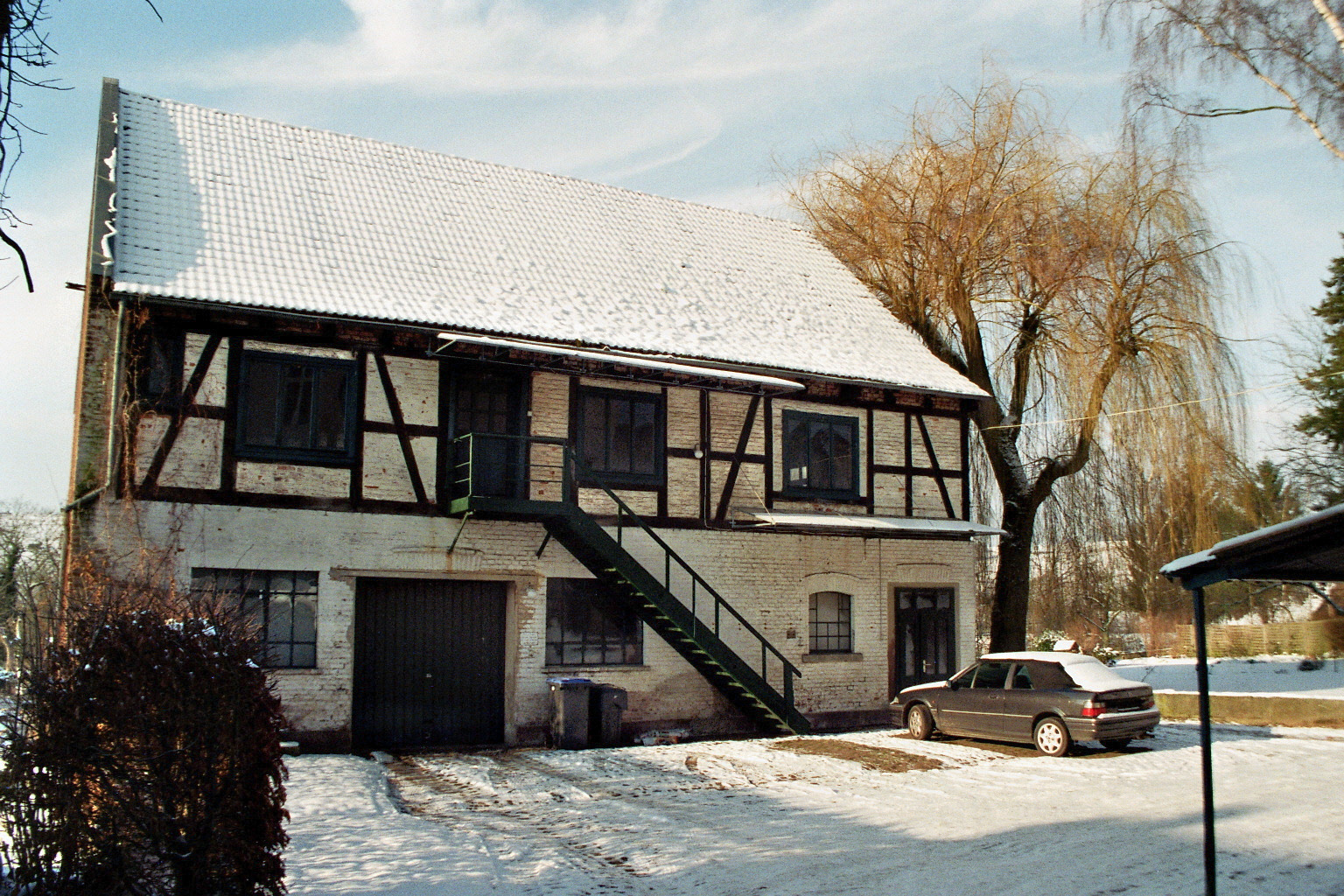
Konrad Zuses Werkstatt in Neukirchen (2010)

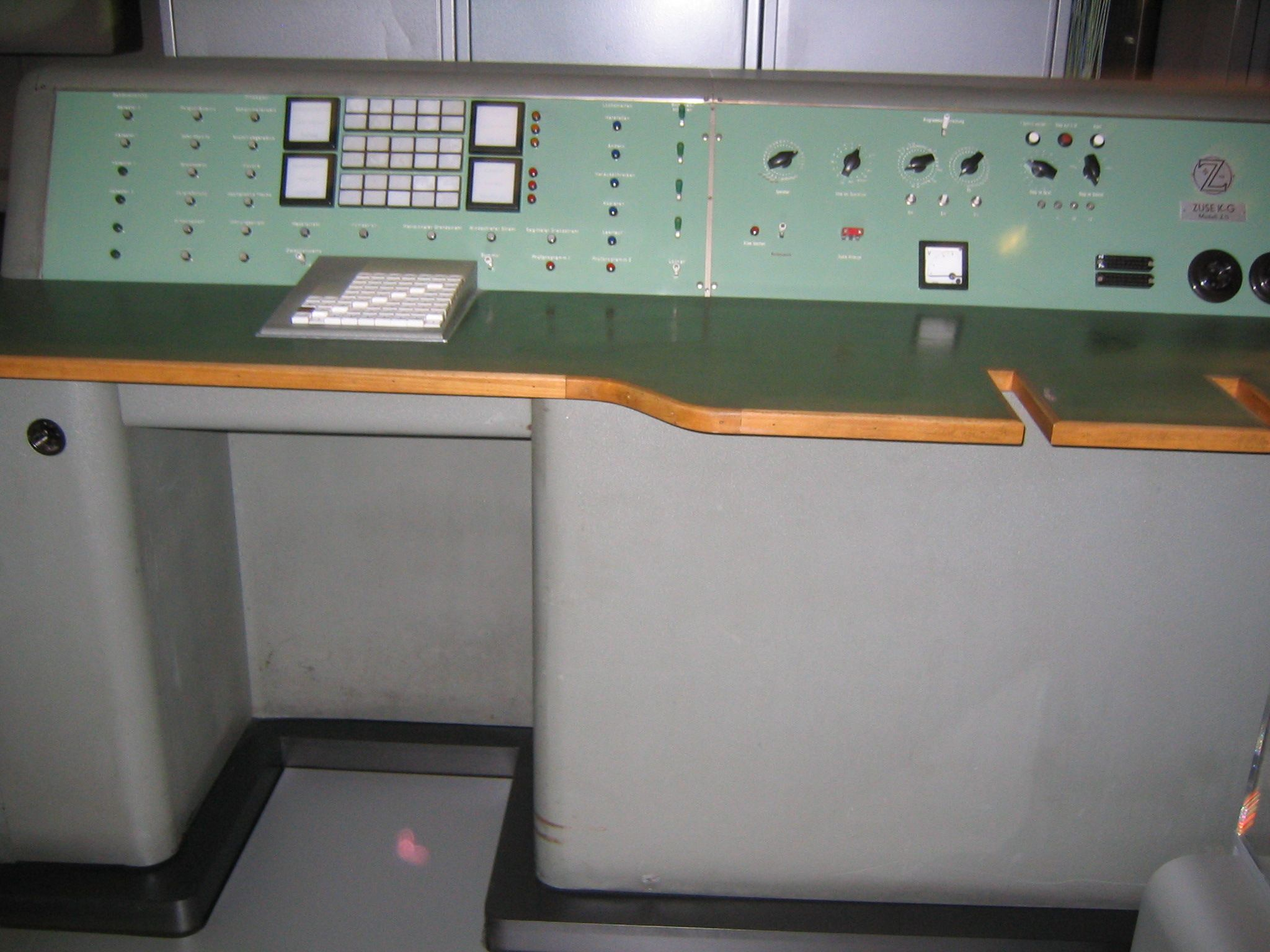
Zuse Z11

Nach dem Krieg gründete Zuse 1949 in Neukirchen im damaligen Kreis Hünfeld die Zuse KG. Weitere Computer wurden gebaut, die Typenbezeichnung war immer ein Z und eine fortlaufende Nummer. Mit der Z5 berechnete Leitz Objektive. Herausragend war die noch in Relaistechnik ausgeführte Z11, die der optischen Industrie, Universitäten und Flurbereinigungsbehörden verkauft wurde. Mit der Einführung der Elektronik begann eine neue Zählung, und die Z22 wurde 1955 zum ersten in Röhrentechnik aufgebauten Computer von Zuse. Die Daten wurden in einem Magnetspeicher gespeichert.

Logo der Zuse KG

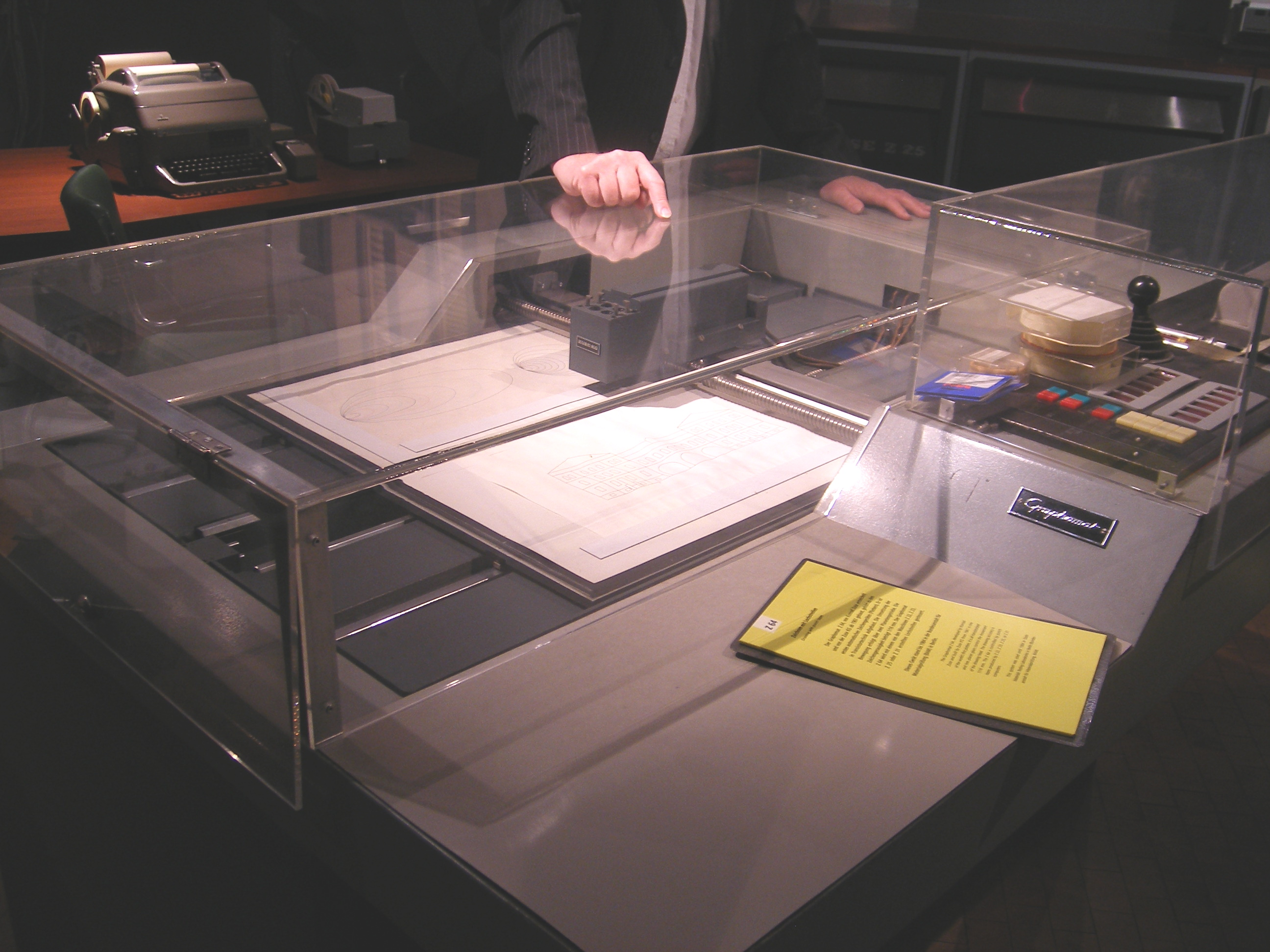
Zuse Graphomat Z64

1957 wurde der Firmensitz von Neukirchen nach Bad Hersfeld verlegt. Bis 1967 baute die Zuse KG insgesamt 251 Computer. Zuse entwickelte auch den ersten Plotter, den Graphomat Z64. Das schnelle Wachstum überforderte jedoch das Unternehmen; Banken waren nur gegen hohe Zinsen bereit, Kredite für das ihnen unbekannte Computergeschäft zu geben, eine staatliche Forschungsförderung gab es noch nicht, und als es zu Verzögerungen bei der Auslieferung der Z25 kam, stand der Hersteller vor dem Ruin. Ab 1964 stieg Zuse als aktiver Teilhaber aus der Gesellschaft aus, sie wurde zunächst von der deutschen BBC in Mannheim, Anfang 1967 dann von Siemens übernommen.

### „Rechnender Raum“
Während seines Aufenthalts in Hinterstein 1945/1946 war Zuse zum ersten Mal der Gedanke gekommen, dass der Kosmos selbst als gigantische Rechenmaschine aufgefasst werden könnte. Er baute ihn zur Idee des „Rechnenden Raums“ aus. 1969 schrieb Zuse unter diesem Titel ein Buch, in dem er eine Theorie der zellulären Automaten entwickelte und sie, ähnlich wie später Stephen Wolfram, auch auf die Kosmologie anwandte. Er legte damit einen der Grundsteine der digitalen Physik.

### Automatisch gesteuertes Abblendlicht
Bereits 1958 wurde Zuse ein Patent unter der Registriernummer 1190413 mit dem Titel „Fotoelektrisch durch Gegenlicht steuerbare Beleuchtungseinrichtung“ erteilt. Darin beschreibt er, wie sich die maximale Ausleuchtung der Straße mit minimaler Störung des Gegenverkehrs verwirklichen ließe. Zuse schlug vor, in Teilbereichen der Straßenausleuchtung mittels Fotodioden Gegenverkehr zu erkennen und zum Beispiel den Teilbereichen zugeordnete Scheinwerfer automatisch abzuschalten (Anspruch 2). Mit mehrkanaligen Leuchtdioden-Scheinwerfern, Kamera und Bildauswertung wurde diese Idee vervollkommnet und war 2016 reif für die Serienproduktion.

### Zuse als Künstler

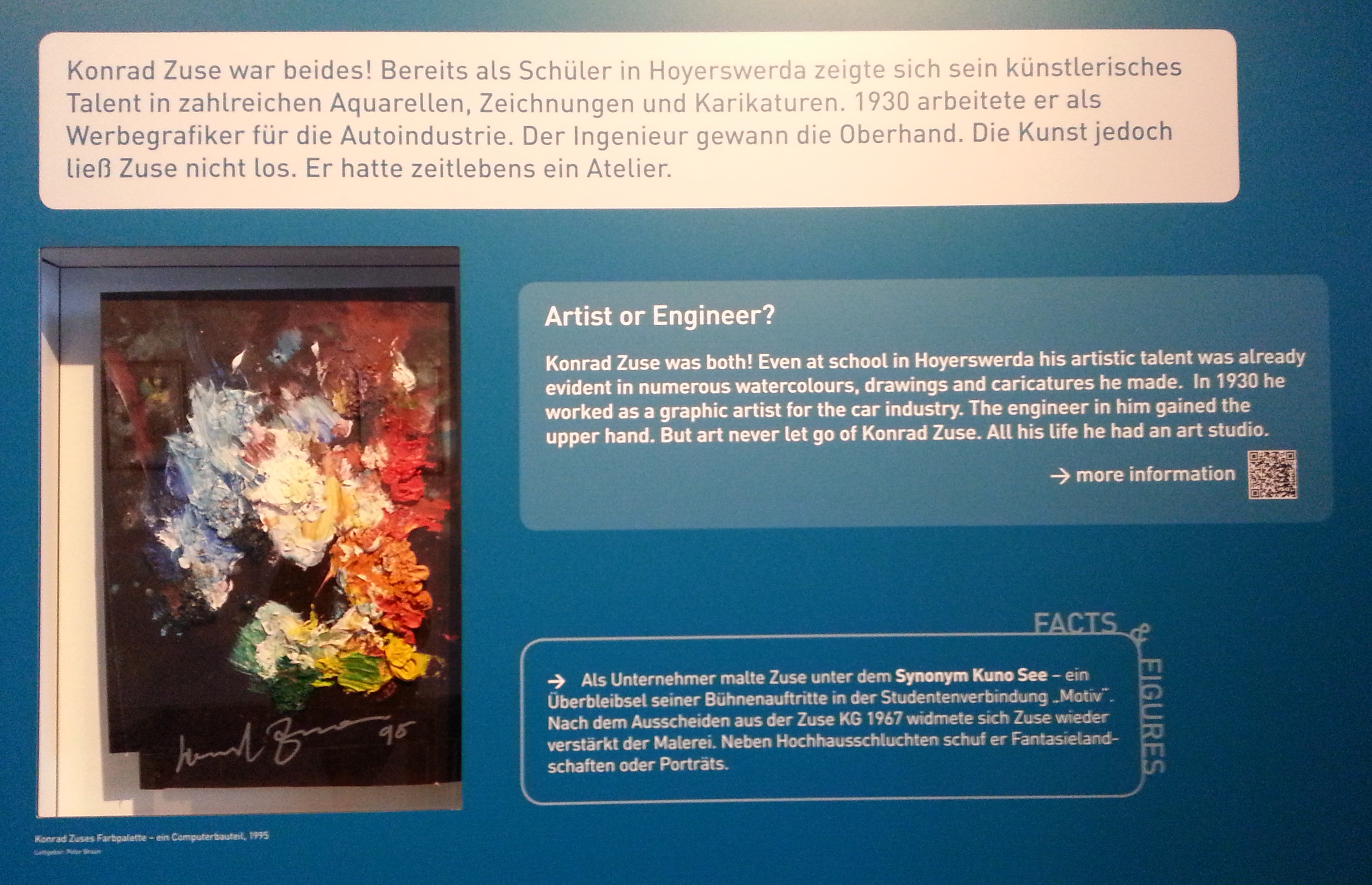
Konrad Zuses Farbpalette, die aus einem alten Computerteil besteht. (Aus der Ausstellung im ZCOM)

Schon während seiner Jugendzeit hatte Zuse ein Talent, seine Visionen auch in künstlerischer Form auf Papier zu bringen. „Ich habe zwar kein Kunststudium, aber ein Informatikstudium habe ich auch nicht,“ sagte er über sich selbst. Seine Ölgemälde, Kreidezeichnungen und Linolschnitte signierte er zeitweise mit dem Pseudonym Kuno See. In seinem gesamten Leben malte er über 500 Bilder. Ein Großteil des künstlerischen Nachlasses befindet sich in der Staatlichen Graphischen Sammlung München. Einige Werke sind im Hünfelder Konrad-Zuse-Museum und im Astronomisch-Physikalischen Kabinett in Kassel ausgestellt. Anlässlich des einhundertsten Geburtstages Zuses zeigte das Weiterbildungsinstitut (WbI) in Oberhausen eine Ausstellung von mehr als 130 Werken von Zuse. 2012 wurden im Rahmen der documenta 13 in Kassel Bilder von Konrad Zuse ausgestellt.
Eines seiner letzten Bilder malte er von Bill Gates und übergab ihm das Porträt auf der Cebit 1995. Gates hängte es in seinem Büro auf.

## Würdigungen

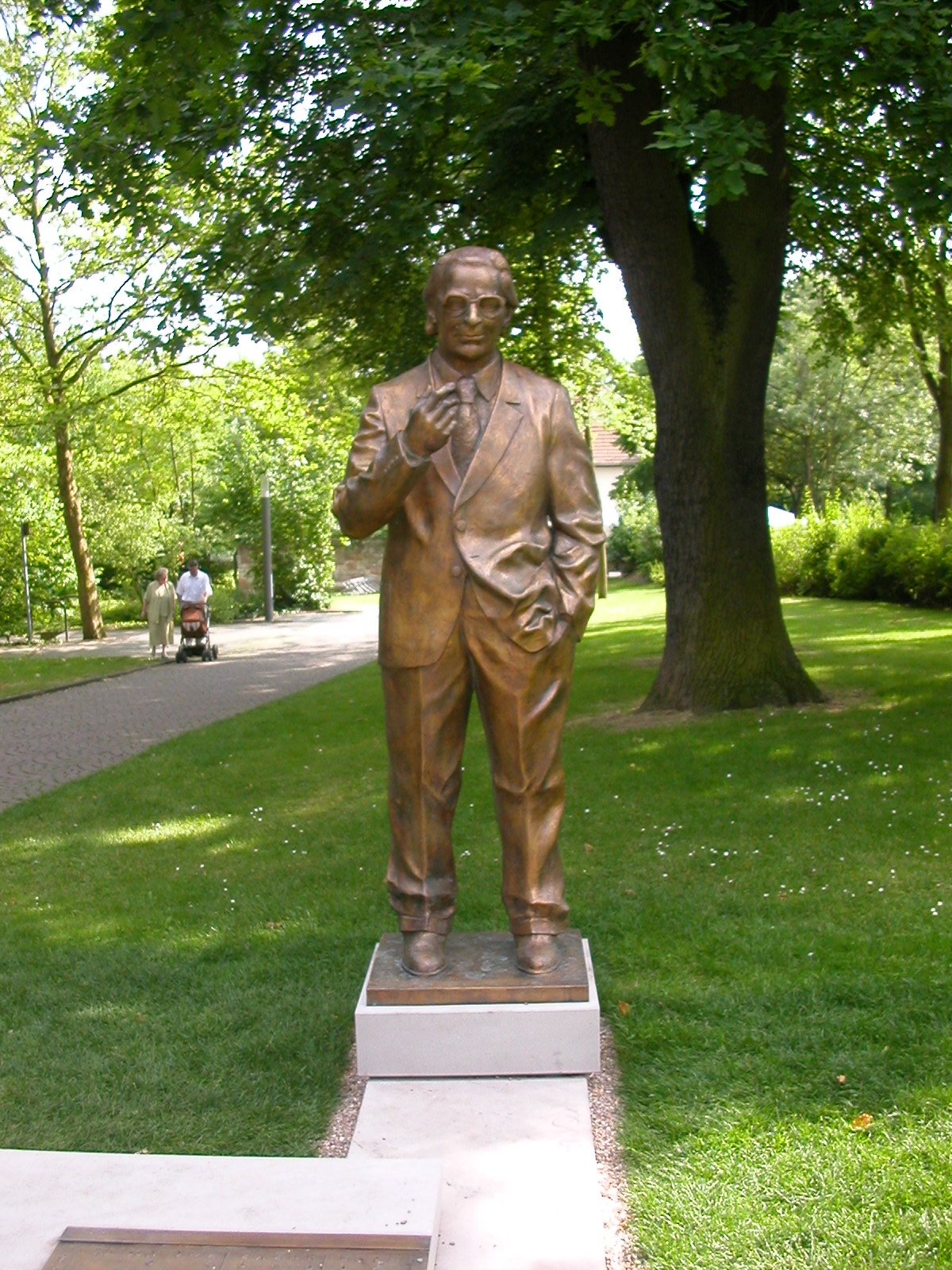
Konrad-Zuse-Denkmal vor der Stiftsruine in Bad Hersfeld

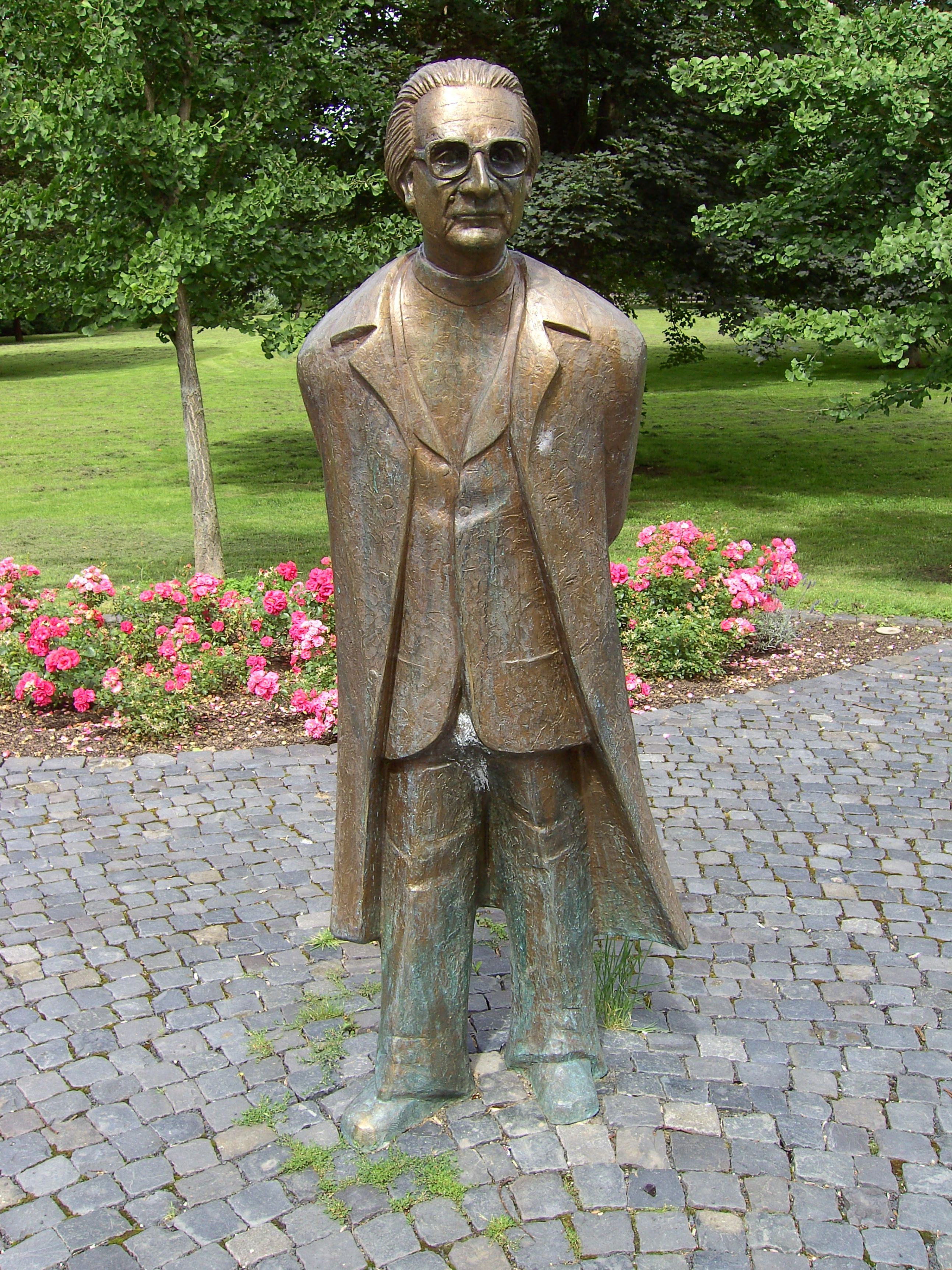
Konrad-Zuse-Denkmal im Hünfelder Stadtpark

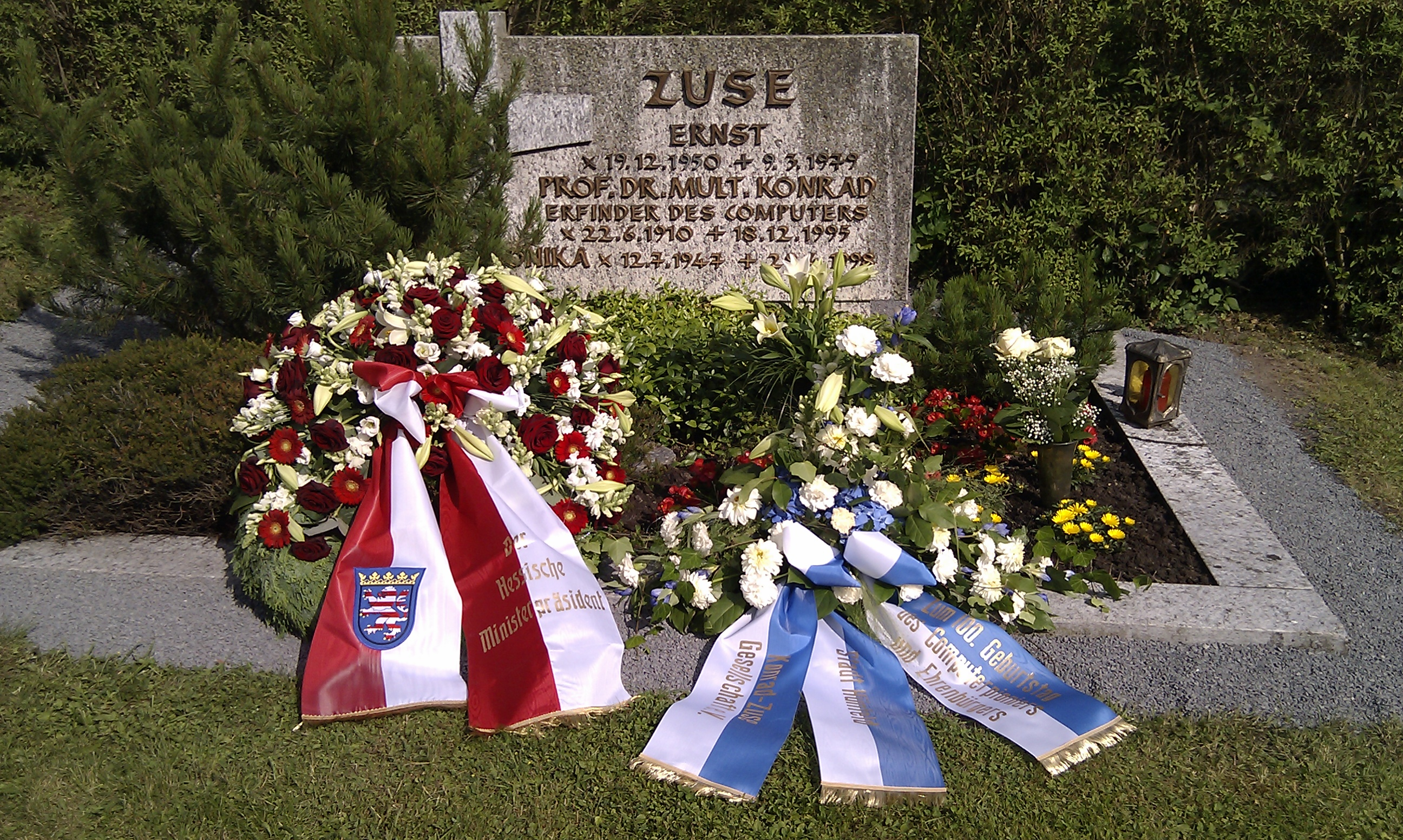
Grab von Konrad Zuse (2010)

Konrad Zuse erhielt zahlreiche Ehrendoktortitel (darunter Technische Universität Dresden 1981, Bauhaus-Universität Weimar 1991, Universität Dortmund 1991 und ETH Zürich 1991) und zwei Ehrenprofessuren.
1964 erhielt er den Werner-von-Siemens-Ring und 1966 den Harry H. Goode Memorial Award in Las Vegas.
1973 wurde ihm das Große Verdienstkreuz der Bundesrepublik Deutschland verliehen, dazu 1985 der Stern und 1995 das Schulterband. Er war Träger des Werner-von-Siemens-Ringes (1964), der Wilhelm-Leuschner-Medaille (1987) und der Wilhelm-Exner-Medaille (1969). 1972 wurde er Mitglied der Leopoldina. Im Jahr 1985 erhielt er die Cothenius-Medaille der Leopoldina. 1985 bekam er die Ernst-Reuter-Plakette des Landes Berlin.
1980 erhielt Zuse den mit 60.000 DM dotierten Preis der Aachener und Münchener für Technik und angewandte Naturwissenschaften.
1984 wurde das Konrad-Zuse-Zentrum für Informationstechnik Berlin gegründet.
1985 wurde Zuse das erste Ehrenmitglied der Gesellschaft für Informatik. Seit 1987 verleiht diese alle zwei Jahre die Konrad-Zuse-Medaille für Verdienste um die Informatik. Die Konrad-Zuse-Medaille für Verdienste um die Informatik im Bauwesen wird vom Zentralverband Deutsches Baugewerbe für besondere Leistungen auf dem Gebiet der Informatik vergeben.
1986 erhielt er den VDE-Ehrenring.
1995 ernannte ihn die Stadt Hoyerswerda zum Ehrenbürger.
Der Chaos Computer Club ernannte Zuse zu seinem Ehrenmitglied. Konrad Zuse besaß zeitlebens keinen eigenen PC.
1998 sprachen Experten auf der Welt-Mathematikerkonferenz in Paderborn ihm die höchste Anerkennung für seine Beiträge zur Entwicklung des Computers aus.
1999 bekam Zuse nachträglich den „Fellow“ des Computer-Museum-History-Center in Mountain View, Kalifornien. Besonders für die Verbindung von seinen Rechenmaschinen samt mitgelieferter Software erhielt er die Ehrung.
In der „Ideenwerkstatt“ des Deutschen Pavillons der Expo 2000 in Hannover wurde Zuse als einer der Deutschen porträtiert, deren Ideen das Land weitergebracht haben.
2002 wurde ein Konrad Zuse gewidmetes Medienzentrum an der Bauhaus-Universität Weimar eröffnet, das das Rechenzentrum der Hochschule sowie verschiedene Studios beherbergt.
Zuse wurde 2003 im ZDF auf Platz 15 der größten Deutschen gewählt.
Seit 2006 führt die Stadt Hünfeld auf Briefköpfen und Ortsschildern die offizielle Zusatzbezeichnung „Konrad-Zuse-Stadt“. Seit 2010 trägt der Stadtplatz in Hünfeld Konrad Zuses Namen. Die Stadt würdigte damit Zuse, der 15 Jahre zuvor in seiner Wahlheimat Hünfeld gestorben war und dort auch begraben wurde. In Hünfeld sind auch der Bahnhof der Deutschen Bahn, das Heimatmuseum und ein Vier-Sterne-Hotel nach Konrad Zuse benannt.
In Hünfeld und in Berlin-Niederschönhausen gibt es eine Konrad-Zuse-Schule, beide sind Berufsschulen. In Hoyerswerda gibt es das Berufliche Schulzentrum „Konrad Zuse“.
Am 22. Juni 2009 benannte die Technische Universität Ilmenau den Neubau für die Fakultät Informatik und Automatisierung Zusebau. Der Gebäudegrundriss des Gebäudes orientiert sich an der Zeichenverschlüsselung einer Lochkarte. Die Eröffnung fand im Sommer 2011 im Beisein des Sohnes Horst Zuse statt.
Im Jahre 2009 wurde Zuse in die Straße der Erinnerung in Berlin aufgenommen.
Am 22. August 2011 wurde der Neubau des Instituts für Informatik und des IT- und Medienzentrums der Universität Rostock, das Konrad-Zuse-Haus, in der Albert-Einstein-Straße 22 eingeweiht.
Diverse Straßen wie in Berlin, Braunschweig, Bremen, Bielefeld, Erfurt, Frankfurt am Main, Heilbronn, Herzogenrath, Hoyerswerda, Itzehoe, Kaiserslautern, Kempten (Allgäu), Koblenz, Lüneburg, Leer, Leipzig, Immenstadt im Allgäu, Monheim am Rhein, Unterschleißheim und Dallgow-Döberitz wurden nach ihm benannt.
Im Januar 2015 gründete sich die Deutsche Industrieforschungsgemeinschaft Konrad Zuse (kurz Zuse-Gemeinschaft). Die Zuse-Gemeinschaft vertritt die öffentlichen Interessen gemeinnütziger Industrieforschungseinrichtungen in Deutschland.
In SAP gibt es den Transaktionscode ZUSE. Dieser TCode wird benötigt, um neue SAP-Nutzer zu autorisieren bzw. bestehende Nutzerprofile zu verwalten.

### Zuse-Jahr 2010
Im Jahr 2010 wurden zum hundertsten Geburtstag von Konrad Zuse im Rahmen des „Zuse-Jahr 2010“ in deutschen Museen in Berlin, Dresden, Paderborn, Hünfeld, Hoyerswerda, Kiel und München seinem Leben und Wirken gewidmete Ausstellungen veranstaltet. Es erinnerten bundesweit Ausstellungen, Vorträge und Workshops an den Computerpionier und machen auf die Aktualität seiner Erfindung im digitalen Zeitalter aufmerksam. Des Weiteren würdigte auch die Deutsche Post AG Zuse mit einer am 10. Juni 2010 erschienenen Sonderbriefmarke. Diese Marke zeigt ein Konterfei Konrad Zuses aus grob gerasterten Bildpunkten mit den Lebensdaten 1910–1995 und dem Aufdruck seines Namens. Am gleichen Tag erschien auch eine 10-Euro-Gedenkmünze.

## Zuse-Rechner in Museen, Ausstellungen und Sammlungen
Der von Konrad Zuse nachgebaute erste Computer der Welt, die Z1, steht zusammen mit seinen Rechnern Z11, Z22, Z23, Z25, Z31, Z60 und Z64 in der Zuse-Ausstellung des Deutschen Technikmuseums Berlin. Die Z4 im Zustand von 1950 und ein funktionstüchtiger Nachbau der Z3 sind im Deutschen Museum in München ausgestellt.
In Hünfeld gibt es das Konrad-Zuse-Museum, das einige Exponate (zum Beispiel Zuse Z22, Z25, Z31, Z64 Graphomat) zeigt. Das Konrad-Zuse-Computermuseum in Hoyerswerda, das sich mit der Geschichte der Rechentechnik und dem Leben Zuses beschäftigt, verfügt über die Rechner Z11, Z22, Z22R, Z23 und Z64. Seit Januar 2017 ist es nach einem Umzug wieder geöffnet. In Zuses Lebensstation Hoyerswerda wurde 1995 das Konrad-Zuse-Computermuseum eröffnet. Am 28. Januar 2017 wurde es als ZCOM nach einem Umzug wieder eröffnet und hat jetzt eine Ausstellungsfläche von über 1000 m².
An der Fachhochschule Karlsruhe war eine Z22 in kompletter Ausstattung bis 2005 in Betrieb. Anfang 2005 wurde sie im Rahmen einer Ausstellung im Zentrum für Kunst und Medientechnologie in Karlsruhe noch betriebsfähig aufgebaut. Über eine heute noch funktionsfähige Z25 aus dem Jahr 1967 verfügt das Arithmeum in Bonn und eine Z25 (derzeit im Depot) besitzt das Museum für Kommunikation Bern (Übernahme vom Swiss Science Center Technorama in Winterthur). Im Heinz Nixdorf MuseumsForum in Paderborn sind eine Z11, eine Z23 und eine seltene Z80 aus dem Jahr 1960 zur Berechnung von Flächeninhalten zu sehen.
Im Astronomisch-Physikalischen Kabinett der Stadt Kassel, Abteilung „Mathematik und Informationstechnik“ befindet sich ebenfalls ein Z11. Dieser Rechner aus Kunststoff und Metall mit den Maßen: Breite 200 cm, Tiefe 90 cm, Höhe 105 cm, wurde 1957 in Neukirchen gebaut.
Das Museum für Kommunikation Bern besitzt einen Rechenlocher M9 / Z9.
Im Computermuseum der Fachhochschule Kiel sind die Rechner Z11, Z22, Z23, Z25 sowie der Graphomat Z64 ausgestellt.
Eine Z22R befindet sich auch in der Erlebnis- und Mitmachswelt wortreich in Bad Hersfeld.
Im Kopfgebäude der Universität Linz in Österreich befindet sich vor den Hörsälen HS9&10 ein nicht mehr funktionierendes Exemplar der Z22. Eine weitere, nicht mehr funktionsfähige Z22 befindet sich im Technikmuseum Berlin.
Die Informatik Sammlung Erlangen hat in ihrer Sammlung die wohl zzt. einzige lauffähige Z23, die in einem Festakt 2015 wieder in Betrieb genommen wurde und bei Führungen im Betrieb präsentiert wird. An dieser Z23 wird ständig gearbeitet, um sie lauffähig zu halten.

## Publikationen (Auswahl)
- Konrad Zuse: Rechnender Raum. In: Elektronische Datenverarbeitung. Band 8, 1967, S. 336–344 (idsia.ch [PDF]).
- Konrad Zuse: Rechnender Raum (= Schriften zur Datenverarbeitung. Band 1). Vieweg, Braunschweig 1969, ISBN 3-528-09609-8.

- Konrad Zuse: Der Computer – Mein Lebenswerk. 3. unveränderte Auflage. Springer, Berlin 1993, ISBN 3-540-56292-3, doi:10.1007/978-3-662-06514-3.
  - Erstes Konzept von 1968 (Memento vom 26. Oktober 2012 im Internet Archive) als PDF-Scan im Konrad Zuse Internet Archive des Zuse-Instituts Berlin, Auszüge aus der Autobiografie
- Peter Frieß, Andreas Fickers (Hrsg.): Konrad Zuse und Heinz Gumin sprechen über die Geschichte der Zuse KG und über wirtschaftliche Fragen der frühen Computerentwicklung in Deutschland (= TechnikDialog, Heft 20). Deutsches Museum / Lemmens, Bonn 2000, ISBN 3-932306-32-5.

## Belletristik
- Friedrich Christian Delius: Die Frau, für die ich den Computer erfand. Biographischer Roman. Rowohlt, Reinbek bei Hamburg 2009, ISBN 978-3-87134-642-2.